# Дом изобразительных искусств (Лос-Анджелес)
Дом изобразительных искусств расположен на 7-й улице в центре Лос-Анджелеса, штат Калифорния. Объявлен историко-культурным памятником в 1974 году.

## Архитектура
Здание было спроектировано архитекторами Альбертом Рэймонд Уокером и Перси Эйзеном в 1927 году. Это компактный двенадцатиэтажный блок H-образной планировки с облицовкой квадратными плитами из светлого камня. 
Фасад разделён на три части по высоте и в целом имеет трапециевидный профиль. Разделение на три горизонтальных части, повторяет классический приём эпохи Возрождения в части в различных нижней, средней и верхней секций. Как и его древние итальянские модели-аналоги, ряд элементов фасада, будучи ближе к глазу смотрящего, украшены изысканным декором. 
Нижний фасад подчеркивает большой вход — портал, с округлой аркой, высотой в два этажа. Этот глубокий, растопыренный проход имеет арочные перемычки, украшенные «растительным» орнаментом. Стены под огромной аркой имитируют завитки акантовых листьев из терракотовых рельефов.

## Галерея

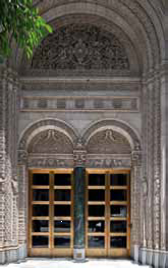
Фасад
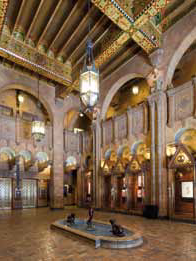
Вестибюль
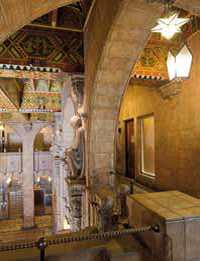
Интерьер
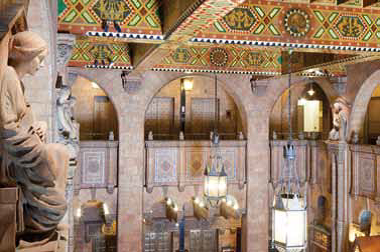
Интерьер
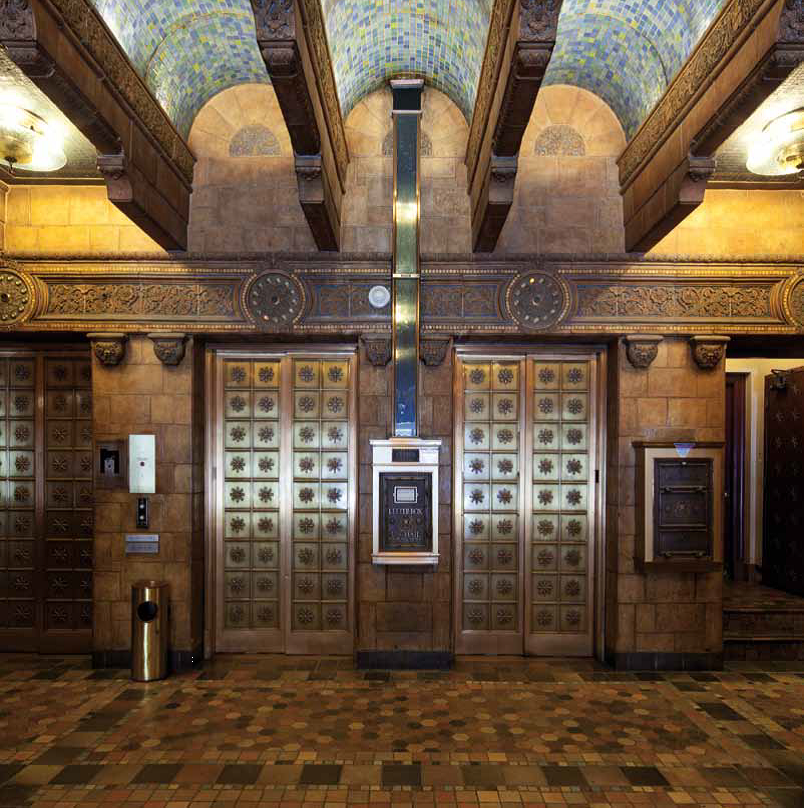
Интерьер
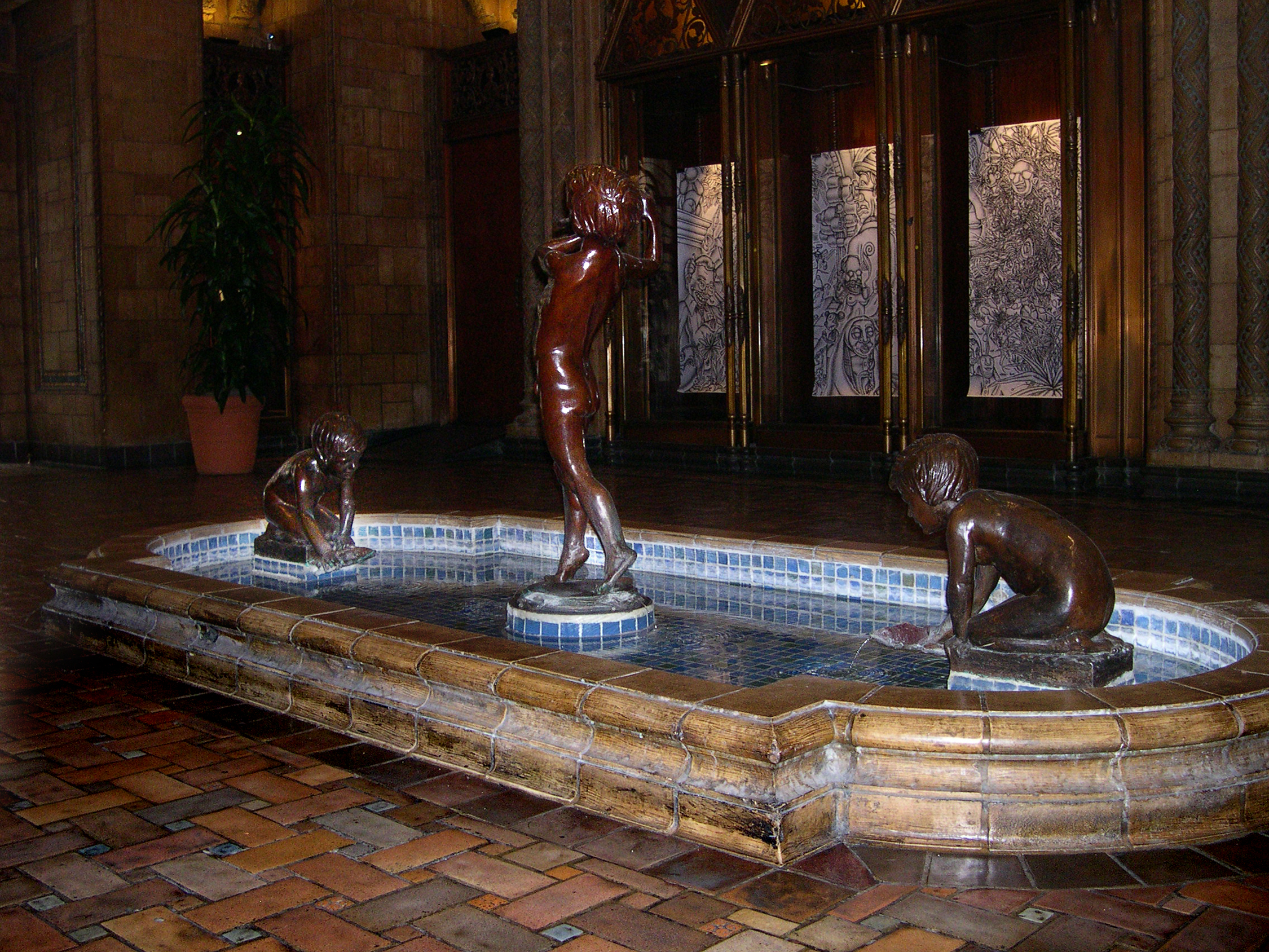
Интерьер
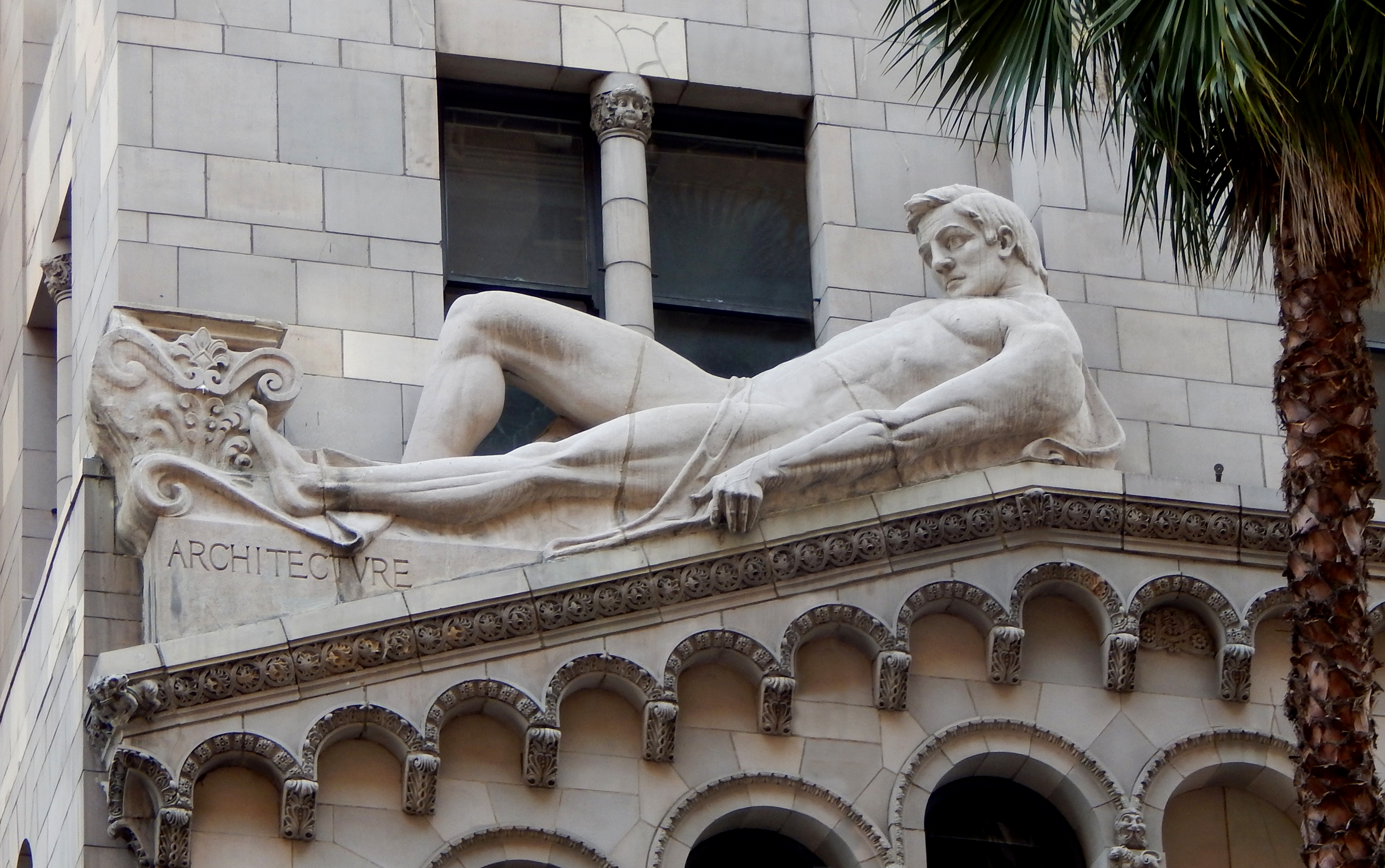
4 этаж, левая сторона
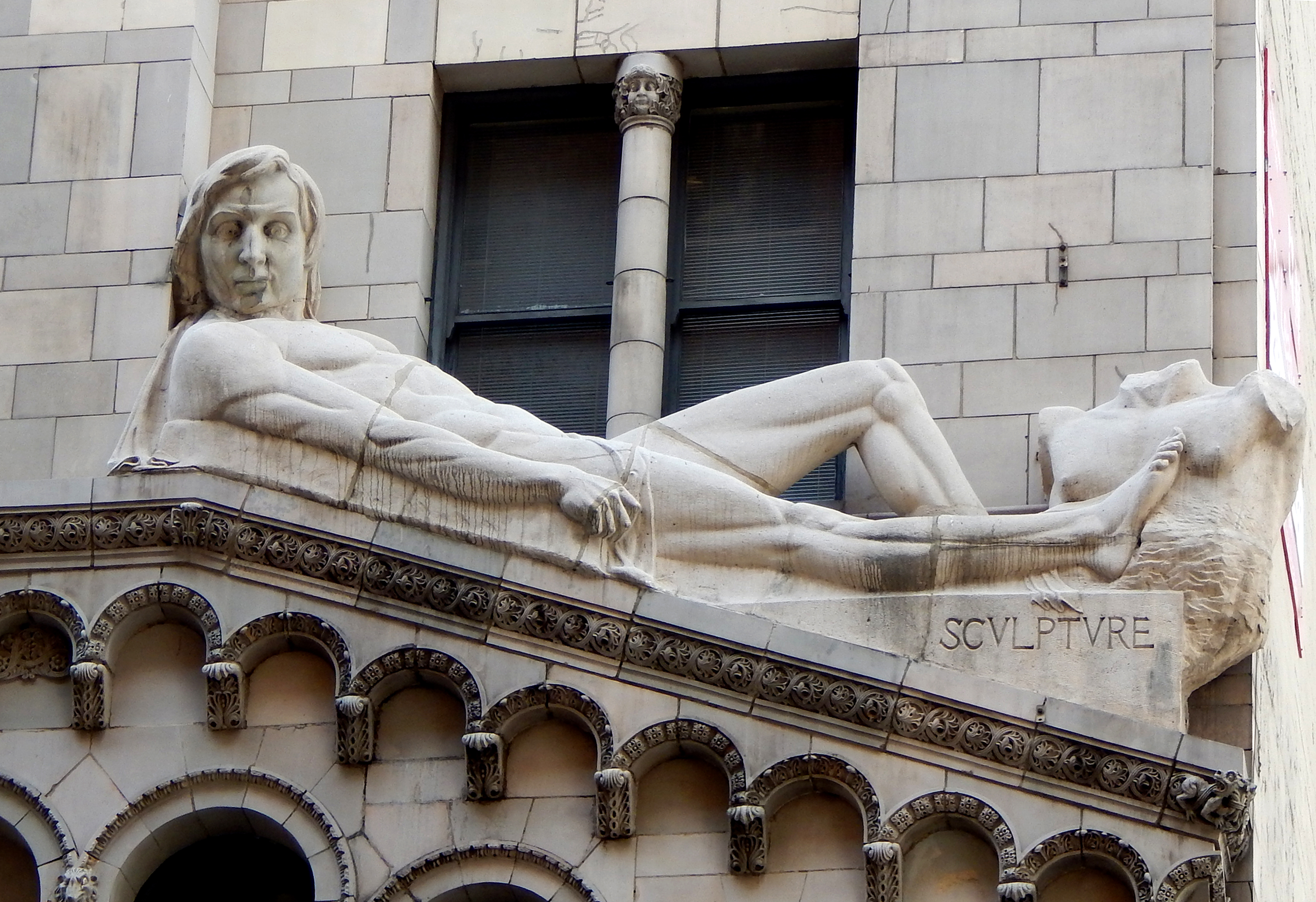
4 этаж, правая сторона
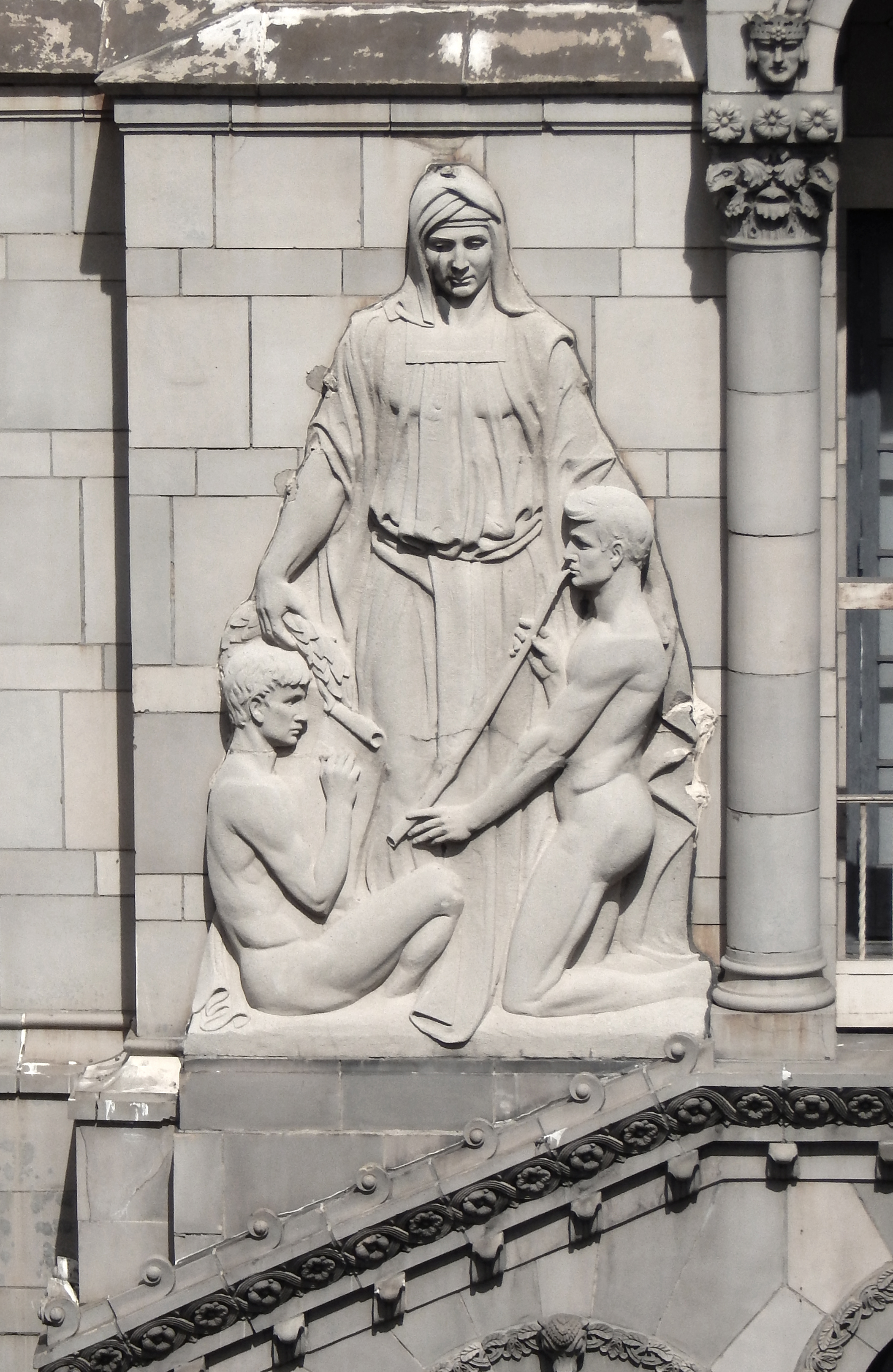
12 этаж, левая сторона
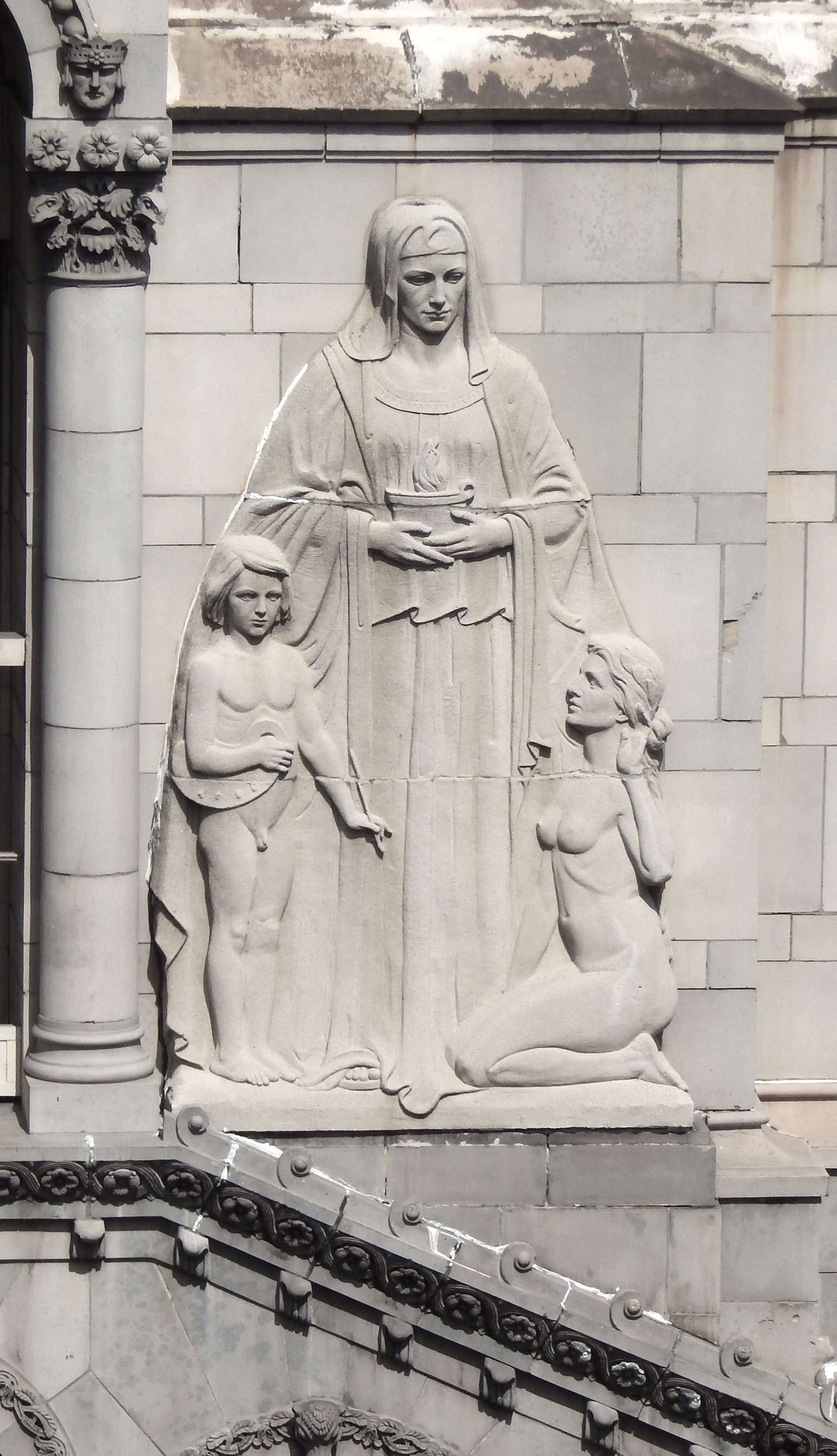
12 этаж, правая сторона
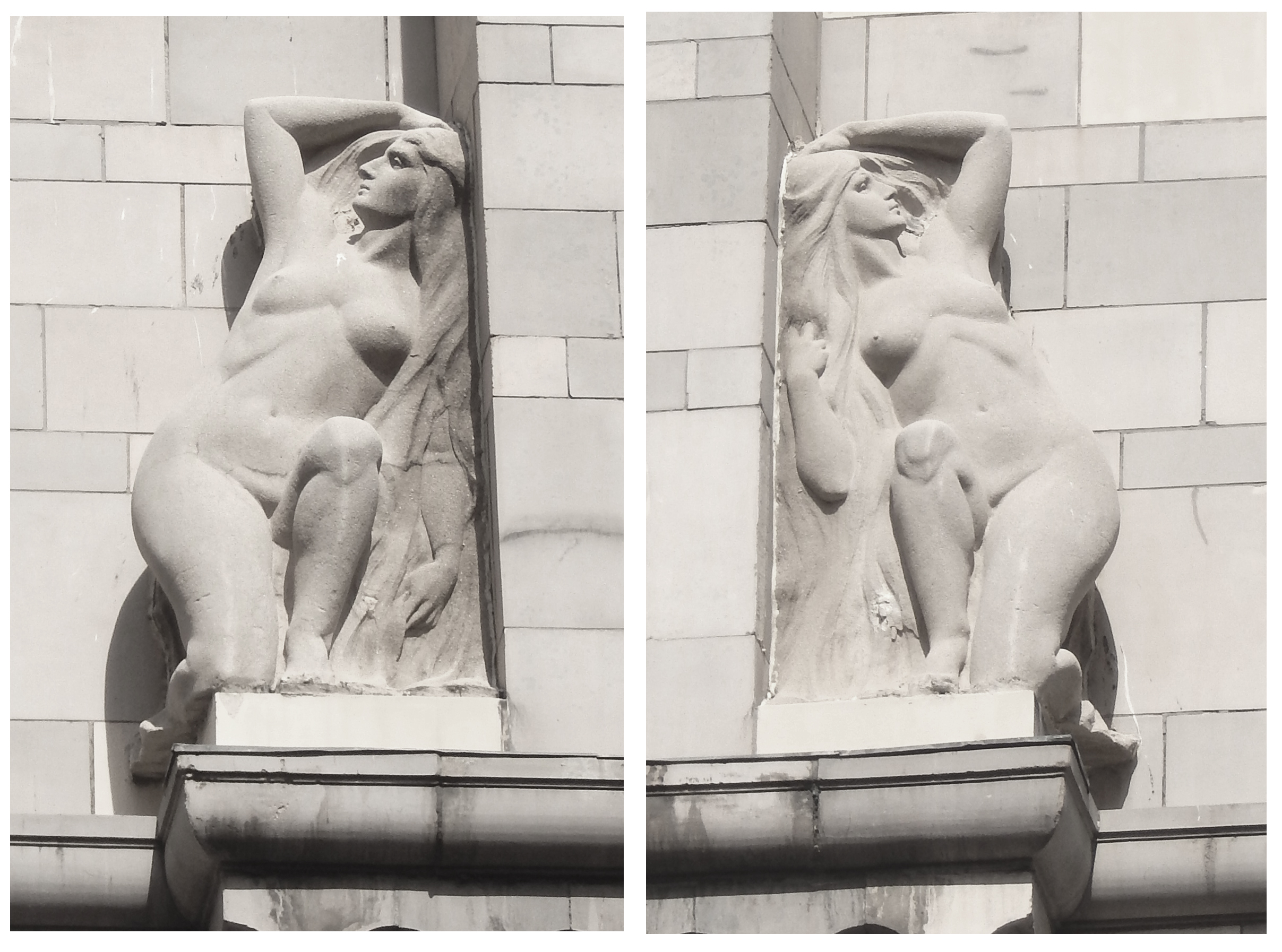
10 этаж